# Colonie de la Couronne de Labuan
Pour les articles homonymes, voir Labuan.
1848–1906
1912–1946
Entités précédentes :
- Protectorat de Brunei

Entités suivantes :
- Bornéo du Nord

La colonie de la Couronne de Labuan, en anglais Crown Colony of Labuan, est une ancienne colonie britannique située en Asie du Sud-Est, sur quelques petites îles au large de Bornéo dont celle de Labuan. Fondée en 1848, elle disparaît en 1946 par incorporation à Bornéo du Nord. Depuis 1963, l'ancienne colonie est détachée de l'État de Sabah pour former le territoire fédéral de Labuan au sein de la Malaisie.

## Référence
- (en) Cet article est partiellement ou en totalité issu de l’article de Wikipédia en anglais intitulé « Crown colony of Labuan » (voir la liste des auteurs).